# Lunca Ilvei, Bistrița-Năsăud
Lunca Ilvei (maghiară Ilvatelek) este satul de reședință al comunei cu același nume din județul Bistrița-Năsăud, Transilvania, România.
Lunca Ilvei se întinde pe o suprafață de 9.121 ha și are ca vecini: la răsărit Poiana Ștampei din județul Suceava, la apus Ilva Mare, la nord localitatea Șanț iar la sud localitățile Tiha Bârgăului și Leșu.

## Geografie

### Așezare
Lunca Ilvei este așezată în partea de nord-est a județului Bistrița Năsăud, la izvoarele râului Ilva, la întretăierea paralelei 47 grade 21' 25" latitudine nordică, cu meridianul 24 grade 56' 20" longitudine estică. Aceasta înseamnă că localitatea se găsește la jumătatea distanței între Ecuator și Polul Nord, în mijlocul zonei temperate, unde nu se resimt căldurile ținuturilor tropicale și nici gerurile prelungite din zona polară.
Amplasarea localității în culoarul amintit în imediata apropiere a cumpenei carpatine, a oferit posibilitatea ca în ambele sensuri să se deschidă spre bazinul Someșul Mare și cel al Bistriței Aurii, condiții naturale de circulație, înlesnite de văile urcânde și trecătorile relativ joase, în timp ce în lateral către nord-vest și sud-est, culmile înalte ale munților Rodnei și Călimanilor sunt obstacole serioase, iar în plină iarnă de netrecut.

### Relief
Perimetrul geografic al satului Lunca Ilvei face parte, împreună cu Ilva Mare, din a treia unitate montană, mai redusă ca suprafață ce străjuiește județul Bistrița Năsăud spre est, prin munții Bârgăului, denumiți și "Muncei" datorită altitudinii mai reduse. Aceștia sunt limitați de Someșul Mare (între Ilva Mică și Șanț) și creasta Muncei în nord, pasul Strâmba la vest, valea Bistriței Ardelene la sud și valea Dorna în prelungire peste Buba și Dălbidan în est.
Încadrându-se organic în acest areal, teritoriul satului Lunca Ilvei este alcătuit dintr-un relief extrem de variat, ce cuprinde: munți, muncei, măguri, terase, poderee și lunci. Forma depresionară a reliefului așezării, străjuit de culmi montane pe toate laturile, fac din aceasta o unitate geografică distinctă, de o mare frumusețe și originalitate.

### Hidrografie
Teritoriul localității Lunca Ilvei este străbătut de o veritabilă rețea de ape curgătoare, la care se adaugă tăuri și izvoare de ape minerale. Aproape toate aceste ape izvorăsc în hotarul localității, adunându-se ca într-un evantai în matca râului Ilva, a cărei obârșie depășește cu puțin limitele administrative până în pasul Bârgăului. Pe parcursul unui an, pâraiele ce străbat  teritoriul satului au un debit inegal ca volum.
Afluenții în hotarul satului Lunca Ilvei a râului Ilva sunt: Iliuța, Sălhoasa, Vinoasa, Ursoaia și Cucureasa.
În localitate există două lacuri mici numite de localnici tăuri, în care apele se adună și staționează când precipitațiile sunt mai abundente. Ele sunt consecința unor alunecări de teren de pe coasta argiloasă învecinată, închizând astfel pârâul și valea pe o porțiune de curs.
Structura și complexitatea formelor de relief și a subsolului, formațiunile eruptive și sedimentare, modificarea acestora și circulația apelor de infiltrație au favorizat apariția unor izvoare de ape mineralizate bicarbonate clorurate sodice, calcice, magneziene cu bioxid de carbon. Izvoarele mai cunoscute sunt La Someșeni (Ciriloiu) pe pârâul Borcutului și La Bolovan (Tomuța).

### Clima
Prin poziția ei geografică, Lunca Ilvei se încadrează în sectorul de climă continentală moderată, supusă adeseori mișcării orizontale a aerului polar maritim, cu o activitate destul de frecventă. Iarna predomină invaziile de aer de natură arctică din nord-vest, iar vara cele de aer cald, temperat maritim.
La Lunca Ilvei iernile sunt ceva mai lungi și mai friguroase în special din cauza aerului rece ce se scurge din bazinul Dornelor peste șoseaua de la Grădinița și valea Sălhoasa. Ploile și ninsorile sunt destul de abundente, cantitățile fiind numai cu puțin mai mici față de cele care cad pe munții din împrejurime, ce apără depresiunea Ilvelor de furtuni și viscole mari. Verile sunt mai scurte, uneori ploioase și răcoroase ca și primăverile, în schimb toamnele sunt mai lungi.

## Atracții turistice
- Munții Bârgăului
- Pasul Tihuța
- Munții Rodnei
- Valea Ilvei